# Chandossel

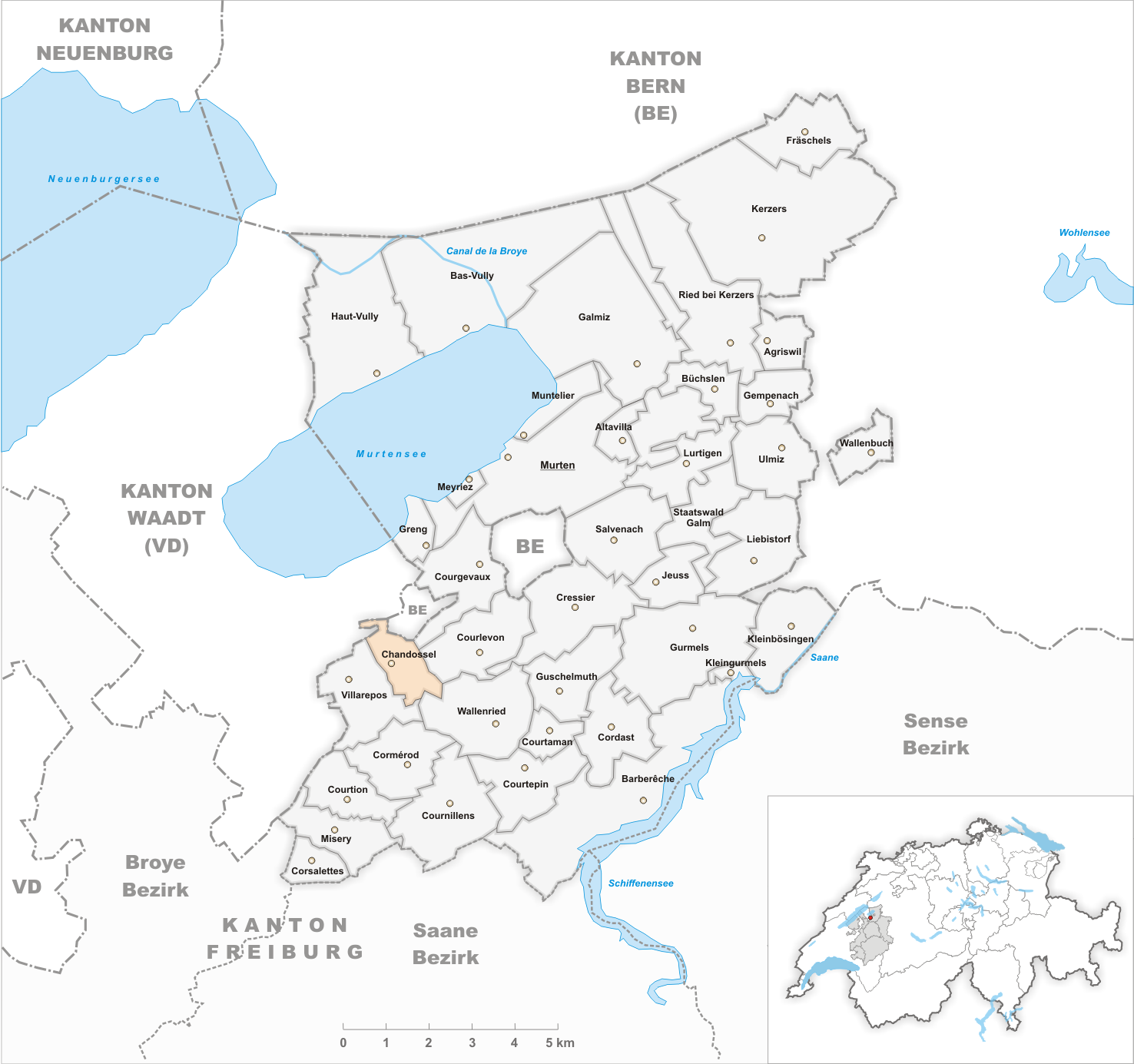
Gemeindestand vor der Fusion am 1. Januar 1983

Chandossel (Freiburger Patois Tsandossiⓘ) ist eine Ortschaft und früher selbständige politische Gemeinde im District du Lac (deutsch: Seebezirk) des Kantons Freiburg in der Schweiz. Am 1. Januar 1983 wurde Chandossel nach Villarepos eingemeindet. 34 Jahre später fusionierte Villarepos am 1. Januar 2017 mit den Gemeinden Barberêche und Wallenried zur neuen Gemeinde Courtepin.

## Geographie
Chandossel liegt auf 457 m ü. M., fünf Kilometer südsüdwestlich des Bezirkshauptortes Murten und einen Kilometer nordöstlich von Villarepos (Luftlinie). Das Bauerndorf erstreckt sich im Tal des Chandon, an der Einmündung des rechten Seitenbachs Baumes, im nördlichen Freiburger Mittelland. Das ehemalige Gebiet umfasste einen kleinen Abschnitt des Chandontals sowie des Tals des Ruisseau des Echelles, reichte im Osten in das Waldgebiet des Ausserholzes (bis 545 m ü. M.) und im Süden auf das Plateau von La Croix.

## Bevölkerungsentwicklung
Mit 70 Einwohnern (1982) zählte Chandossel vor der Fusion zu den kleinsten Gemeinden des Kantons Freiburg. Im Jahr 1888 hatte die Gemeinde 173 Einwohner, 1930 noch 135 Einwohner. Zu Chandossel gehören einige Einzelhöfe. Das Dorf ist überwiegend deutschsprachig.
Einwohnerzahlen: Volkszählungsdaten

## Wirtschaft
Chandossel lebt noch heute von der Landwirtschaft, insbesondere vom Ackerbau und der Viehzucht.

## Verkehr
Das Dorf liegt abseits der grösseren Durchgangsstrassen, ist aber von Villarepos und Faoug leicht zu erreichen. Chandossel ist von Montag bis Freitag während der Hauptverkehrszeiten durch eine Buslinie der TPF mit Villarepos, wo Anschluss von/nach Avenches besteht, verbunden.

## Geschichte
Das Gebiet von Chandossel war schon sehr früh besiedelt, was durch den Fund von zwei keltischen Armreifen nachgewiesen werden konnte. Die erste urkundliche Erwähnung des Ortes erfolgte 1214 bereits unter dem heutigen Namen, der eine Diminutivform von Chandon darstellt.
Seit dem Mittelalter war Chandossel Teil der Herrschaft Avenches. Von 1327 bis 1333 bestand im Dorf die Kartause Vallis Pacis. Durch Kauf kam das Dorf im 15. Jahrhundert an die Herren von Praroman und 1536 unter die Herrschaft von Freiburg, wobei es dem Gebiet der Alten Landschaft (Spitalpanner) zugeordnet wurde. Nach dem Zusammenbruch des Ancien Régime (1798) gehörte Chandossel während der Helvetik zum damals freiburgischen Bezirk Avenches und ab 1803 zum Distrikt Freiburg, bevor es 1848 mit der neuen Kantonsverfassung in den Seebezirk eingegliedert wurde. Seit 1831 war Chandossel eine eigenständige Gemeinde. Mit Wirkung auf den 1. Januar 1983 wurde es nach Villarepos eingemeindet.

## Sehenswürdigkeiten
Die Kapelle Saint-Sébastien wurde 1611 erbaut.

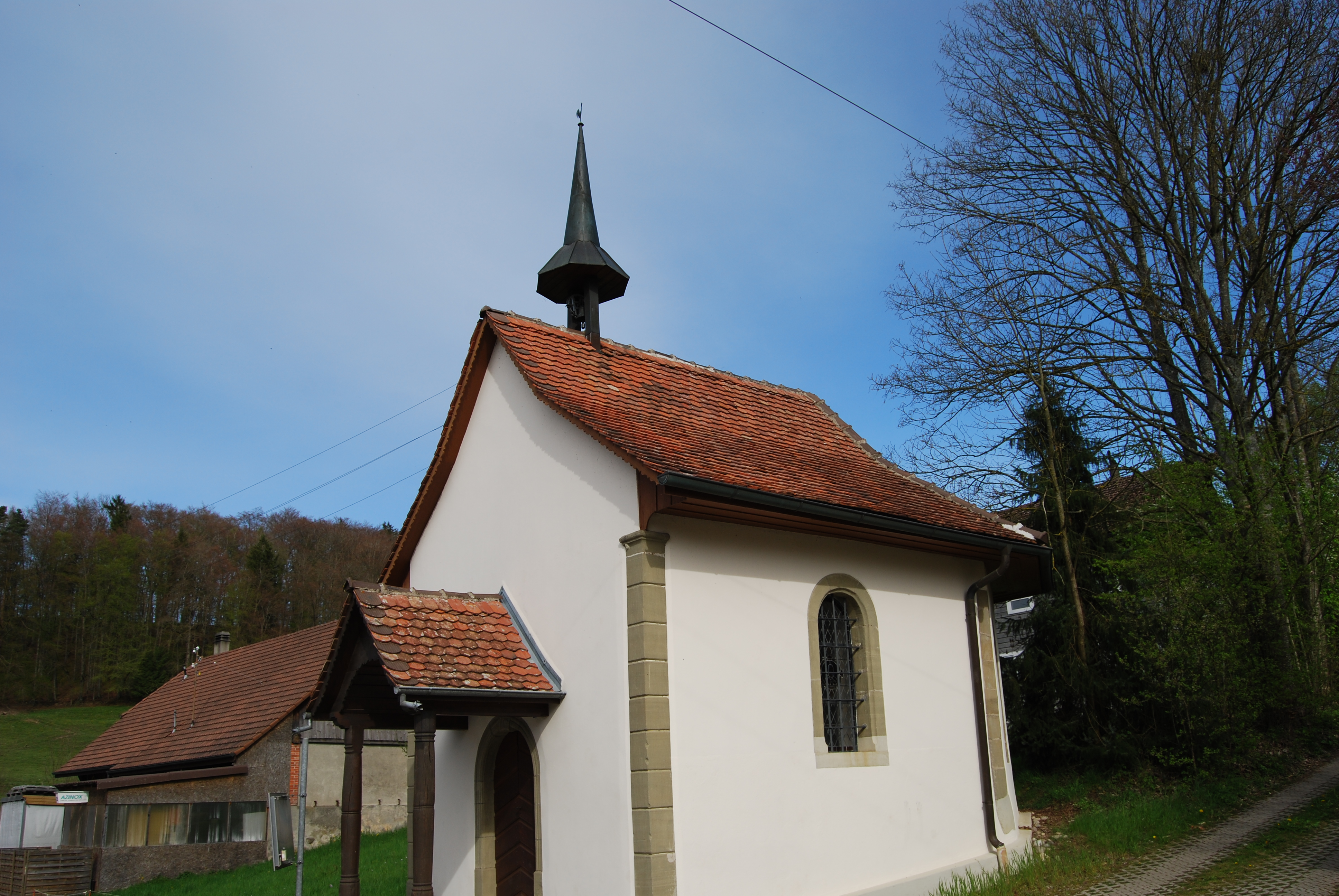
Kapelle Saint-Sébastien
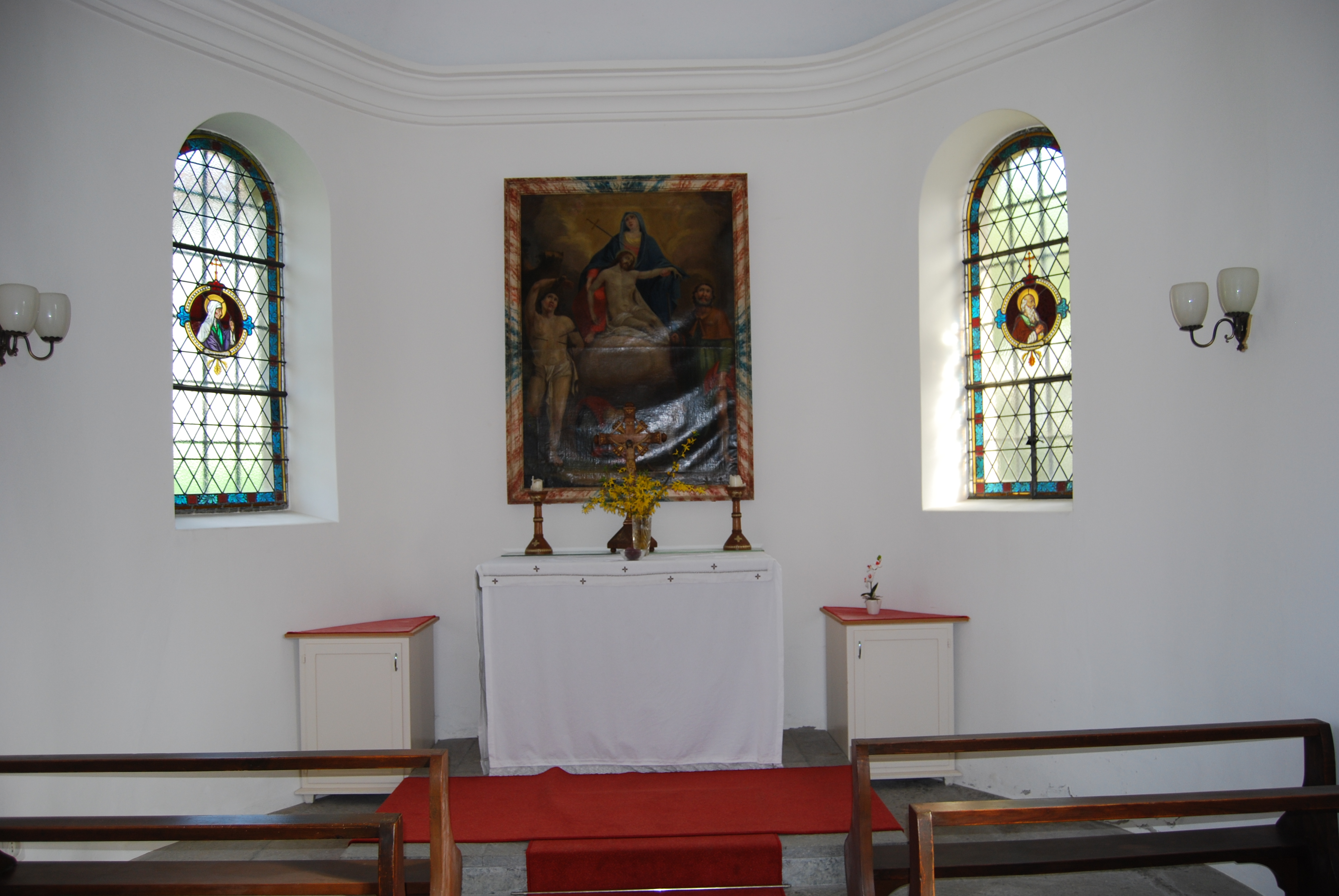
Innenansicht der Kapelle